# Comtat de Limburg
|  | Aquest article tracta sobre el comtat a Westfàlia. Vegeu-ne altres significats a «Ducat de Limburg». |

El Comtat de Limburg (en alemany Graftschaft Limburg) fou un feu del Sacre Imperi Romanogermànic a la Província imperial del Baix-Rin i Westfàlia. El seu nom prové de la ciutat de Limburg-an-der-Lenne, reanomenada durant la reforma administrativa prussiana del 1868 com a Hohenlimburg per distingir-la millor de Limburg an der Lahn.

## Inici
Fins al 1225, el territori del futur comtat de Limburg pertanyia al comtat d'Altena i després al comtat de la Mark. El 1220 es va fundar el monestir de monges d'Elsey, un convent per a dones de la noblesa que va existir fins al 1810. compta, junts amb l'església d'Hennen amb els edificis més vells del comtat. El 1226, després de l'assassinat d'Engelbert I de Colònia per Frederic II d'Isenburg, el comte Adolf I de la Mark va annexionar el territori que considerava com vacant ("sense propietari").
El comte Teodoric d'Altena-Isenberg, fill de Frederic II, va intentar reconquerir el territori que considerava seu, amb l'ajuda del seu oncle, el duc Enric IV de Limburg i de Berg.
El 1242 el comte va adquirir una petita part del comtat de son pare i des d'aleshores va anomenar-se de Limburg en honor de sa mare, Sofia de Limburg, situada entre els rius Ruhr, Lenne i Hönne. Posseïa també uns camps a Mülheim, Broich i una masia reial a Styrum. Junts amb el seu fill Erard de Limburg va construir a Styrum un primer castell fortificat. Els successors van eixamplar el comtat amb el castell de Vittinghof (prop de la ciutat d'Essen), les senyories de Bedburg i Hackenbroich. El comtat també tenia unes propietats petites a Dortmund i Unna. Al segle XVI va adquirir la senyoria de Linnep.

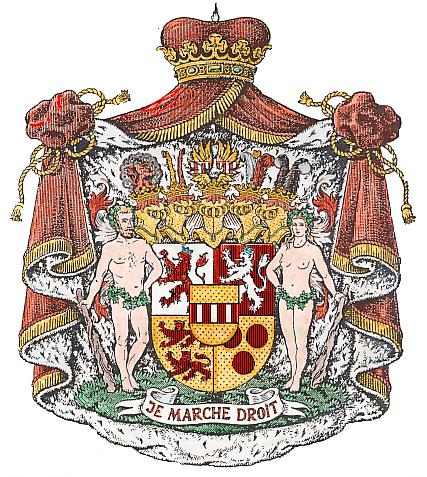
Escut de la branca de Limburg-Styrum

Des de Broich i de Styrum van desenvolupar-se els llinatges laterals Limburg-Broich i Limburg-Styrum. El llinatge de Limburg-Styrum és l'únic que va sobreviure fins avui amb descendents a Bèlgica i als Països Baixos.

## Divisió

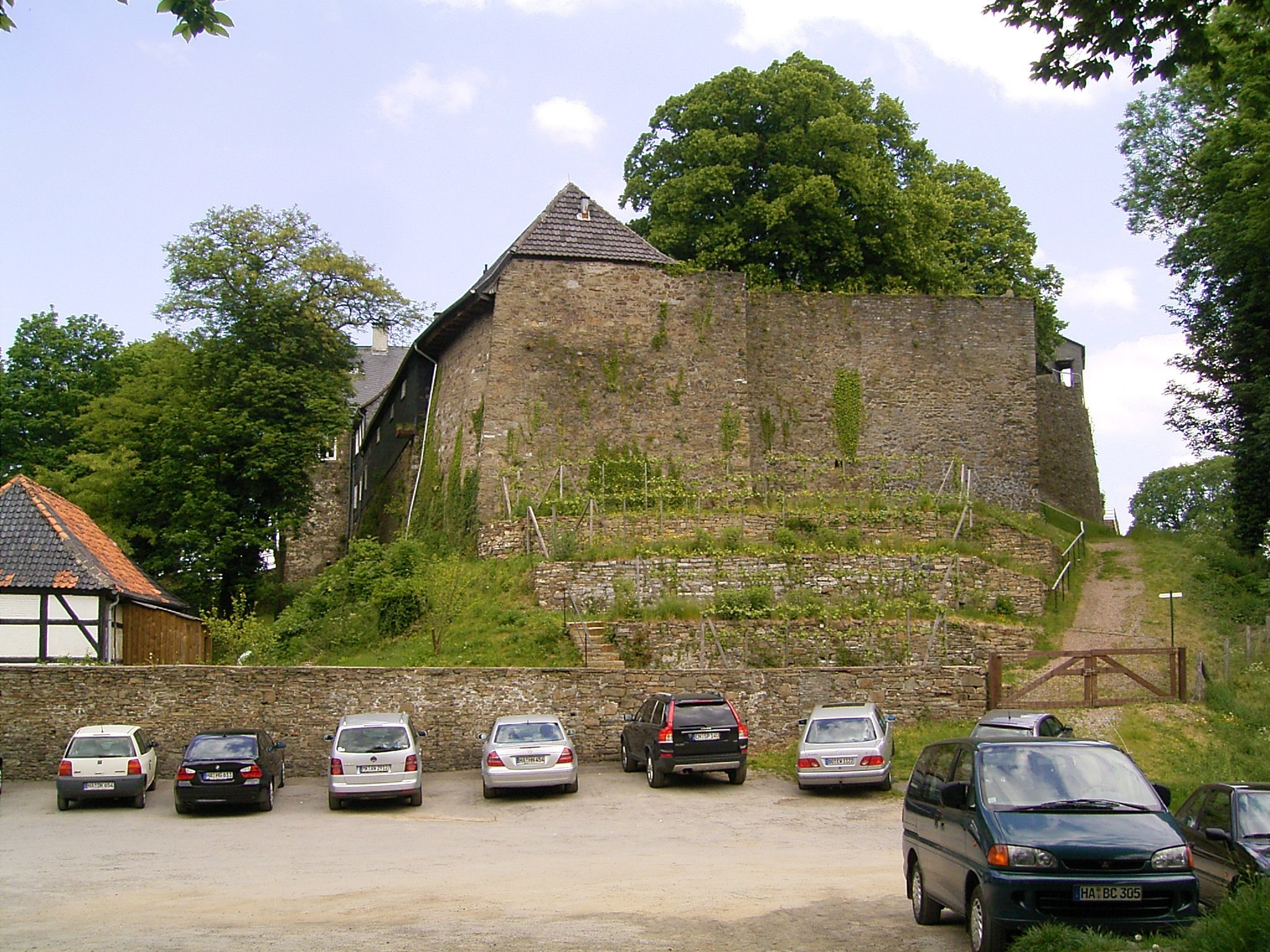
Castell de Hohenlimburg

Vers la fi del segle XV, la casa de Limburg estava arruïnada i políticament isolada i quasi extingida. El 1442, Guillem de Limburg va llegar el comtat a la seva filla Margarida casada amb el comte Gumpert de Neuenhar. La parella va obtenir el 1435 la senyoria de Bedburg, una possessió de Limburg. A la mort de Gumpert, la resta del comtat i el castell van passar a la branca Limburg-Broich. Una guerra entre els Neuenhar que ocupaven el castell de Hohenlimburg i els Limburg-Broich quedava empatada.
Finalment, cansats de la guerra, els bel·ligerants van adreçar-se al Príncep elector de Colònia. Aquests va proposar d'anar a mitges i cada branca va posseir des d'aleshores la meitat de comtat. Des del 1461, la part dels Neuenhar esqueia a la branca lateral de Neuenahr-Alpen.
El 1505 el comte Joan de Limburg va casar la seva filla adoptiva Irmgard von Sayn amb el comte Víric V de Daun-Falkenstein. Quan Joan va morir el 1511, morí el darrere hereu masculí de les cases Limburg i Limburg-Broich, i el comtat passà als Daun-Falkenstein.
El 1542 el comte Víric donà el comtat de Limburg "amb accessoris i drets" a la seva filla Amena, casada amb Gumpert II de Neuenahr-Alpen.

## El llinatge de Limburg
1242–1301 Teodoric d'Altena-Isenberg
1301–1304 Erard I d'Isenberg-Limburg
1304–1364 Teodoric III de Limburg
1364–1400 Teodoric IV de Limburg, net de Teodoric III
1400–1412 Teodoric V de Limburg-Broich
1400–1442 Guillem I de Limburg-Broich
1442–1459 Gumpert II de Neuenahr
Del 1459 al 1546 als Condomini
| 1459–1473 Guillem II de Limburg-Broich 1459–1478 Teodoric VI de Limburg-Broich 1459–1486 Enric de Limburg-Broich 1473–1508 Joan de Limburg-Broich 1508–1546 Víric V de Daun-Falkenstein |  | 1459–1484 Gumpert II de Neuenahr 1484–1505 Gumpert I de Neuenahr-Alpen 1505–1546 Gumpert II de Neuenahr-Alpen |

1546–1556 Gumpert II de Neuenahr-Alpen
1556–1589 Adolf de Neuenahr
1589–1602 Amalia de Neuenahr-Alpen, germanastre d'Adolf
1602–1627 Magdalena de Neuenahr-Alpen, germanastre d'Adolf
1627–1629 Frederic Ludolf de Bentheim-Tecklenburg
1629–1643 Morici de Bentheim-Tecklenburg zusammen mit Bruder Frederic Lluís de Bentheim-Tecklenburg
1643–1674 Morici de Bentheim-Tecklenburg
1674–1681 Joan Adolf von Bentheim-Tecklenburg zusammen mit Bruder Frederic Morici de Bentheim-Tecklenburg
1681–1710 Frederic Morici de Bentheim-Tecklenburg
1710–1768 Morici Casimir I de Bentheim-Tecklenburg
1768–1805 Morici Casimir II de Bentheim-Tecklenburg
1805–1806 Morici Casimir III de Bentheim-Tecklenburg
1806–1817 Emil Frederic de Bentheim-Tecklenburg
El castell de Hohenlimburg i molta hisenda a Hohenlimburg queda fins avui a les mans de la casa de Bentheim-Tecklenburg.